# 梅茨鎮區 (密歇根州)
梅茨鎮區（英語：Metz Township）是位於美國密歇根州普雷斯克艾爾縣的一個行政鎮區。

## 地方資料
梅茨鎮區的面積為92.80平方千米，當中陸地面積為92.70平方千米，而水域面積為0.10平方千米。根據2020年美國人口普查的數據，當地共有人口280人，而人口密度為每平方千米3.02人。